# 얀 아펠만스

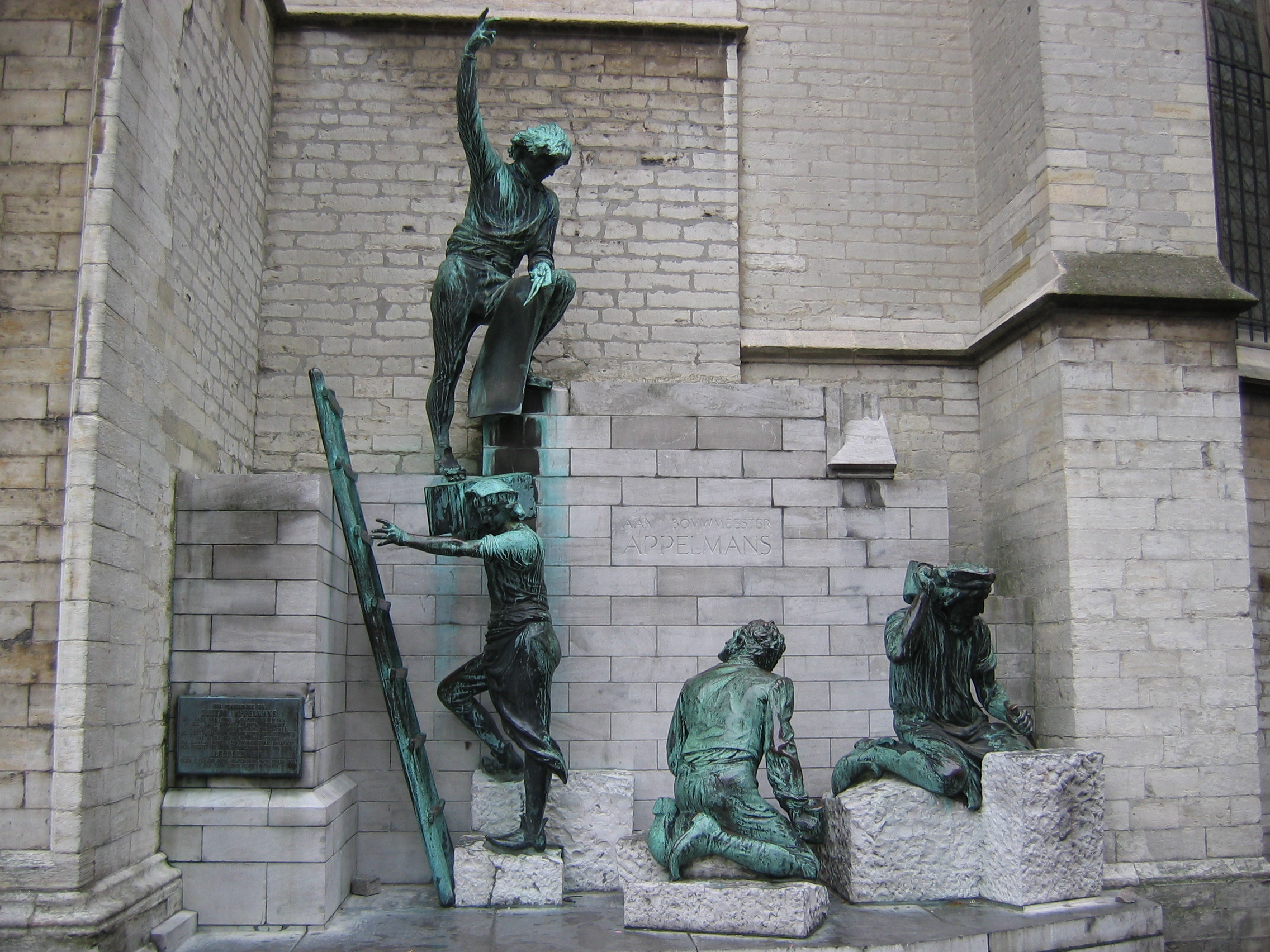
앤트워프 대성당에 있는 얀 아펠만스와 그의 아들 피터 아펠만스를 기념하는 동상(Pieter Appelmans monument)

얀 아펠만스(네덜란드어: Jan Appelmans, 1352년 ~ 1411년)는 네덜란드의 건축가이다. 안트베르펜 대성당의 첫 번째 건축가였으며 그의 아들 피터르 아펠만스가 뒤를 이어 건축했다.